# Christian Ahlmann

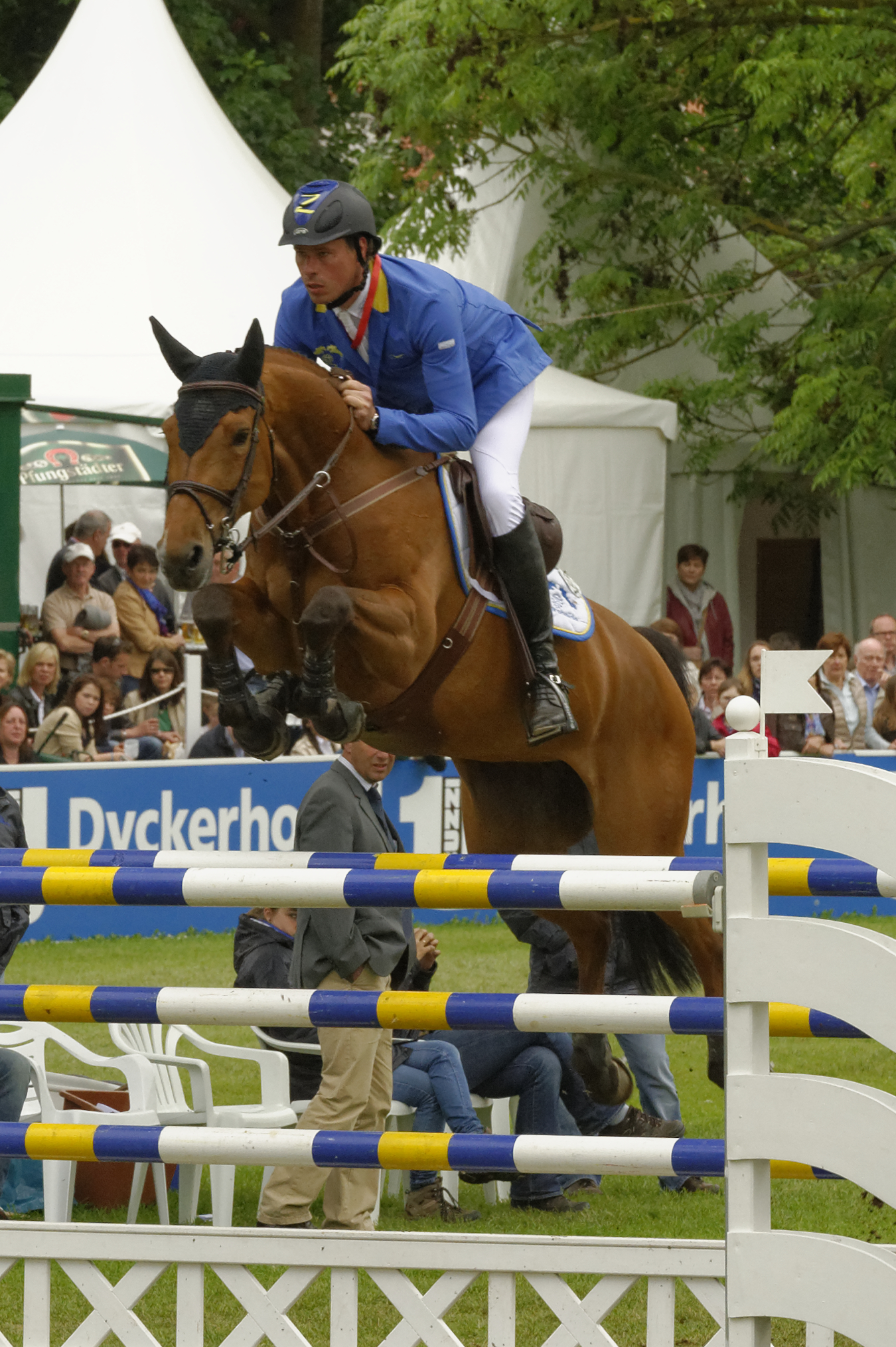
Christian Ahlmann et Lorena lors du GCT de Wiesbaden en mai 2013.

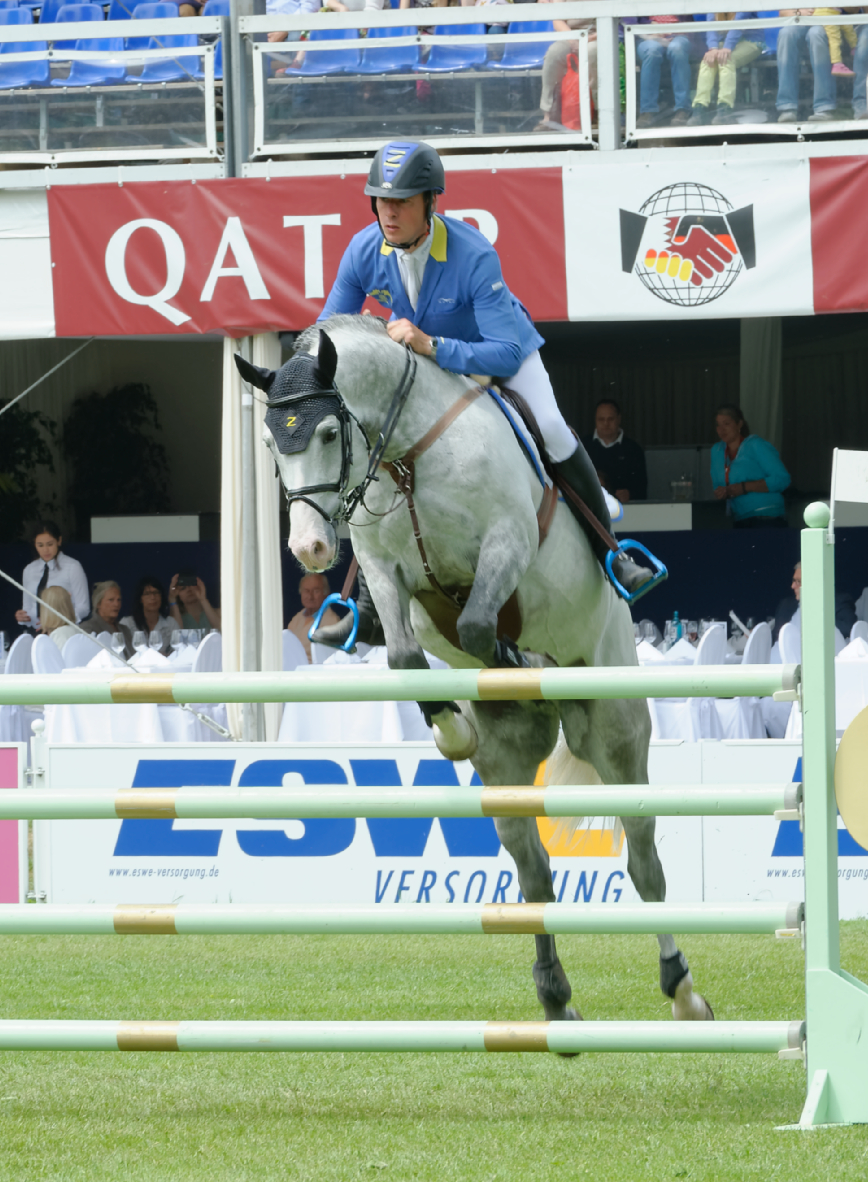
CSIYH Christian Ahlmann with Caribis Z at CSIYH* Wiesbaden 2015

Christian Ahlmann, né le 17 décembre 1974 est un cavalier de saut d'obstacles allemand, double champion d'Europe en 2003, et vainqueur de la Finale Coupe du monde en 2011.
Numéro 1 mondial pendant neuf mois consécutifs entre novembre 2012 et juillet 2013, il occupe en juin 2016 la troisième place du FEI Longines Ranking List. Il est considéré comme un des meilleurs cavaliers mondiaux de tous les temps.[réf. nécessaire]

## Biographie

### Jeunesse et formation
Christian Ahlmann est né le 17 décembre 1974 à Marl, en Allemagne. Enfant, il s'intéresse d'abord au football, mais à onze ans, il décide de suivre l'exemple de son père et de plusieurs de ses amis et il commence l'équitation. Il se montre talentueux et performant en compétitions grâce à plusieurs bons chevaux. À douze ans, il devient le plus jeune cavalier allemand à remporter la Goldene Reitabzeichen, un prestigieux prix qui récompense le vainqueur de 10 concours de saut d'obstacles. À quatorze ans, il remporte la médaille d'argent lors de ses premiers Championnats d'Allemagne Junior, puis il remporte la médaille d'or deux ans plus tard, en 1990. Il est sélectionné dans l'équipe allemande aux Championnats d'Europe Junior entre 1989 et 1993 et il obtient trois médailles d'or par équipes et une de bronze en individuel.  Ses résultats en Jeunes Cavaliers entre 1993 et 1995 sont tout aussi bons : il remporte six médailles en Championnats d'Allemagne et d'Europe. Pendant cette période, il est entraîné par le cavalier Paul Schockemöhle avant de rejoindre la "Audi quattro Team", une équipe sponsorisée par Audi et entraînée par le champion allemand Ludger Beerbaum.

### 2002 - 2008: ascension au haut niveau et polémique des JO
Christian devient ensuite "Senior" et les résultats se font de plus en plus rares. Sa carrière connaît un nouvel élan en 2002, avec l'arrivée de l'étalon holsteiner Cöster dans ses écuries. Grâce à lui, Ahlmann participe aux meilleurs concours mondiaux. L'année suivante, ils sont doubles champions d'Europe. Ensemble, ils participent à 7 championnats jusqu'en 2009 et remportent 1,5 million d'euros de gains en concours. En 2008, il participe aux Jeux olympiques et un test de dopage effectué sur Cöster se révèle positif. En avril 2009, le Tribunal arbitral du sport décide de suspendre le cavalier allemand pendant 8 mois ; il est également déclassé de toutes les épreuves auxquelles il a participé depuis fin 2008 et obligé de restituer ses gains et ses points au classement mondial. De plus, Ahlmann doit verser 3 300 € à la Fédération allemande qui lui interdit d'être sélectionné en Coupe des Nations et en Championnat pendant deux ans.

### 2009 - 2013: tête du classement mondial
En 2009, la relève de Cöster est assuré grâce à Taloubet Z, un étalon propriété de Judy-Ann Melchior, compagne de Christian et fille de Léon Melchior, fondateur de l'élevage Zangersheide. En 2011, il remporte la Finale Coupe du monde de Leipzig avec Taloubet. Sa régularité sur le circuit Coupe du monde et Global Champions Tour lui permet de figurer depuis plusieurs années parmi les meilleurs cavaliers du monde.
En 2012, Christian Ahlmann commence à monter sous les couleurs de l'élevage Zangersheide, d'où sont issus la majorité de ses chevaux. Après une victoire dans le Grand Prix Coupe du monde de Leipzig en janvier et un bon début de saison extérieure, il se qualifie pour les Jeux olympiques de Londres avec Codex One. Le 27 juillet, Christian et Judy-Ann Melchior deviennent parents d'un garçon prénommé Léon, comme le père de Judy. Une semaine plus tard débutent les épreuves équestres des Jeux olympiques à Greenwich Park. Christian est éliminé dès la première épreuve qualificative et l'équipe allemande termine onzième. Après cet échec à Londres, Christian Ahlmann multiplie les classements (4e au classement général du Global Champions Tour, vainqueur des German Masters de Stuttgart, vainqueur de la Finale Top Ten à Genève). En novembre 2012, sa régularité lui permet de détrôner le Champion olympique Steve Guerdat et de prendre la tête du classement mondial.
En janvier 2013, Christian Ahlmann remporte pour la deuxième année consécutive le Grand Prix Coupe du Monde de Leipzig avec Taloubet, et en mai il s'adjuge le Grand Prix du Global Champions Tour de Hambourg avec Codex One. Ces résultats réguliers lui permettent de converser la première place du classement mondial pendant neuf mois consécutifs (de novembre 2012 à juillet 2013). En août il participe aux Championnats d'Europe de Herning avec Codex One. L'équipe allemande remporte la médaille d'argent et Ahlmann termine 12e en individuel. La saison indoor débute bien pour le cavalier allemand puisqu'il remporte en novembre le Grand Prix Coupe du Monde de Vérone avec Aragon Z. Et fin Novembre, le cavalier prend la deuxième place du Global Champions Tour avec Aragon Z. Après une petite pause, Christian revient en forme et se classe troisième de l'étape Coupe du monde de Zurich (26 janvier 2014) en selle sur le bel Aragon Z. 
Après une passe sans résultats, c'est le 12 juillet 2014, que le cavalier revient en forme et se classe 5e du Global Champions Tour à Estoril. Après cette étape, Christian accompagné de Codex One, Barco 6, Little Lady Z et Cornado II, se rendait à Aix-la-Chapelle. Le 16 juillet, dans l'épreuve Airlines-Prize of Europe, en selle sur Codex One, Christian se classe 6e de cette épreuve à 1,55 m. Puis le 19 juillet, lors du grand prix d'Aix-la-Chapelle, en selle sur Cornado II, le cavalier prenait la 4e place. Et le 20 juillet, lors du Grand Slam en selle sur Codex One, le couple s'offre la victoire, seul triple sans faute de l'épreuve.  C'est également cette année, après l'épreuve du Global Champions Tour de Madrid, que Taloubet Z, s'était blessé au  coude, et  aura du terminer sa saison 2014 au repos. 
Quelques semaines  après sa victoire dans le Grand Slam, toujours associé à Codex One, il s'offre la victoire du Global Champions Tour  de  Valkenswaard. Lors du Z-Tour de Septembre, cette fois ci associé à Hui Buh 7, Christian s'impose  lors de la finale des six ans à Lanaken, remportant ainsi le championnat des six ans.  Pour finir  l'année 2014, lors  de l'étape coupe du monde de Mechelen (Belgique),   avec Cornado II Z, Christian  prend la 4e place de l'épreuve.

### 2015, une année à succès?
Ls championnats d'Europe de CSO ont lieu sur le mythique terrain d'Aachen (Aix la Chapelle). L'année précédente, Christian et Codex, s'étaient montré très à l'aise sur cette piste, en remportant  le Grand Slam. La motivation du cavalier est présente, ses résultats sont présents ;  en début d'année, lors du CSI 5* de Leipzig, Christian et Aragon Z remporte une épreuve de  vitesse à 1,50 m, puis avec Hui Buh 7, prend la 3e place de l'épreuve réservée aux 8 ans (1,45 m). Codex One, ayant  eu une pause pour se reposer un peu, su revenir en force, lors du CSI3* de Neumünster en prenant la 2e place de la grosse épreuve à 1,55 m. Le crack confirmera sa forme, lors du CSI5* de Bois-le-Duc, en s'adjugeant la 4e place du GP, en mars.  
En Avril, Codex se verra désormais épaulé par Epleaser Van't Heike, acheté par Marion Jauß, qui dès le départ, s'entendra bien avec le cavalier allemand ; lors du Saut Hermès à Paris, le nouveau couple prend la 8e place de l'épreuve cotée à  1,60 m, pour son premier GP. Puis, fin Avril, cette fois ci avec Codex One, le duo prend la 4e place du Global Champions Tour d'Antwerpen. 
Taloubet Z, qui a été préparé par Christian lors d'épreuves 3* et 4* auparavant, fait son grand retour à la compétition 5*, lors du Global Champions Tour de Shanghai, et signe une belle performance, en prenant la 14e place de l'étape.

## Palmarès
Ses principaux résultats en compétitions et championnats, :
- 1986 : vainqueur de la « Goldene Reitabzeichen »
- 1988 : Médaille d'argent aux Championnats d'Allemagne Junior
- 1989 : 4e aux Championnats d'Allemagne Junior
- 1990 : Médaille d'or aux Championnats d'Allemagne Junior et Médaille d'or par équipe et médaille de bronze en individuel aux Championnats d'Europe Junior
- 1992 : 8e aux Championnats d'Allemagne Junior
- 1993 : Médaille d'or par équipe et 6e en individuel aux Championnats d'Europe des Jeunes Cavaliers
- 1994 : Médaille d'or par équipe et médaille d'argent en individuel aux Championnats d'Europe des Jeunes Cavaliers à Athènes en Grèce avec Aldatus
- 1995 : Médaille de bronze par équipe et en individuel aux championnats d'Europe des jeunes cavaliers à Babenhausen en Allemagne avec Satan du Treamblay
- 1999 : 4e aux Championnats d'Allemagne
- 2000 : 6e aux Championnats d'Allemagne
- 2003 : 
  -   Médaille d'or en individuel et par équipe aux Championnats d'Europe à Donaueschingen en Allemagne avec Cöster
  - Médaille de bronze aux Championnats d'Allemagne
- 2004 : 
  -  Médaille de bronze par équipe aux Jeux Olympiques d'Athènes en Grèce avec Cöster
  - 45e en individuel aux Jeux Olympiques d'Athènes avec Cöster
- 2005 : 
  -  Médaille d'or par équipe et 5e en individuel aux Championnats d'Europe de San Patrignano en Italie avec Cöster
  - 9e aux Championnats d'Allemagne
- 2006 : 
  -  Médaille de bronze par équipe aux Jeux équestres mondiaux d'Aix-la-Chapelle en Allemagne avec Cöster
  - 37e en individuel aux Jeux équestres mondiaux d'Aix-la-Chapelle avec Cöster
- 2007 :
  - 6e de la Finale Coupe du Monde de Kuala Lumpur en Malaisie avec Cöster
  -  Médaille d'argent par équipe et 8e en individuel aux Championnats d'Europe de Mannheim (Allemagne) avec Cöster
- 2010 : 

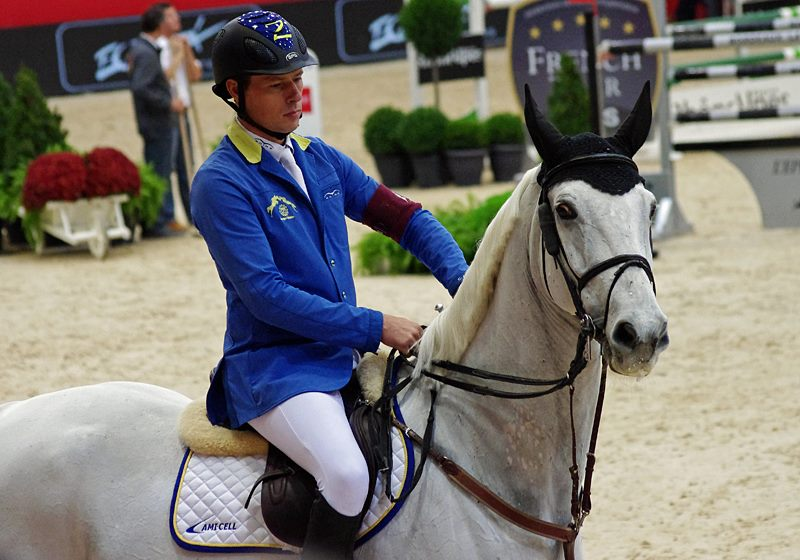
Christian Ahlmann et Aragon à Equita'Lyon en novembre 2012.

  - Vainqueur du Grand Prix Coupe du Monde d'Helsinki (Finlande) avec Taloubet Z
  - Vainqueur du Grand Prix Coupe du Monde d'Oslo (Norvège) avec Taloubet Z
  - 4e du Grand Prix Global Champions Tour d'Estoril (Portugal) avec Taloubet Z
  - 3e du Grand Prix Global Champions Tour de Valkenswaard (Pays-Bas) avec Taloubet Z
- 2011 :
  - Vainqueur de la Finale Coupe du Monde de Leipzig (Allemagne) avec Taloubet Z
  - Vainqueur du Grand Prix Global Champions Tour d'Estoril (Portugal) avec Taloubet Z
  - 2e du Grand Prix Global Champions Tour de Monte-Carlo (Monaco) avec Taloubet Z
- 2012 :Christian Ahlmann et Aragon à Equita'Lyon en novembre 2012.
  - Vainqueur du Grand Prix Coupe du Monde de Leipzig (Allemagne) avec Taloubet Z
  - Vainqueur de la Coupe des nations de Rome (Italie) avec Taloubet Z
  - 4e au classement général du Global Champions Tour 2012
  - Vainqueur des « Mercedes German Masters » avec Lorena lors du CSIW-5* de Stuttgart
  - Vainqueur de la « Guerre des Sexes » avec Lorena lors des Gucci Masters de Paris
  - Vainqueur de la 12e Finale Top Ten IJRC Rolex avec Taloubet Z lors du CHI-5* de Genève
  - Vainqueur du prix Zangersheide avec Asca Z lors du CSIW-5* de Malines
- 2013 :
  - Vainqueur du prix du « Grand Hôtel les Trois Rois » avec Asca Z lors du CSI-5* de Bâle
  - Vainqueur du prix « Emil Frey AG » avec Little Lady Z lors du CSI-5* de Bâle
  - Vainqueur du grand prix Coupe du Monde de Leipzig (Allemagne) avec Taloubet Z
  - Vainqueur du grand prix du Global Champions Tour de Hambourg avec Codex One
  - Vainqueur de la Coupe des nations de Rotterdam avec Taloubet Z
  -  Médaille d'argent par équipe et 12e en individuel aux Championnats d'Europe de Herning (Danemark) avec Codex One
  - Vainqueur du grand prix Coupe du Monde de Vérone (Italie) avec Aragon Z
- 2014 :
- 5e de l'étape du Global Champions Tour avec Aragon Z à Estoril
- 4e du grand prix d'Aix-la-Chapelle avec Cornado II
- Vainqueur du Grand Slam d'Aix-la-Chapelle avec Codex One

2016 :
- Vainqueur du CSI5* de Dinard avec Aragon Z